# Anna J. Cooper
Pour les articles homonymes, voir Cooper.
Anna Julia Cooper, née Anna Julia Haywood, née le 10 août 1858 et morte le 27 février 1964, est une écrivaine, enseignante, conférencière et une érudite afro-américaine de l'histoire des États-Unis. Après avoir soutenu une thèse d'histoire à la Sorbonne en 1924, Cooper devient la quatrième femme afro-américaine à obtenir un doctorat. Elle est également membre éminente de la communauté afro-américaine de Washington, ainsi que membre de la sororité Alpha Kappa Alpha.

## Biographie

### Enfance et éducation
Anna Julia Cooper naît esclave à Raleigh (Caroline du Nord) en 1858. C'est la fille de Hannah Stanley Haywood, une esclave de la maison du propriétaire George Washington Haywood. On pense que, soit ce dernier, soit son frère, Fabius J. Haywood, est son père biologique. Anna a deux frères plus âgés nommés Andrew J. Haywood et Rufus Haywood, et travaille comme domestique dans la maison Haywood.
En 1868, lorsque Cooper a neuf ans, elle reçoit une bourse d'études et commence ses études au St. Augustine's College (en) à Raleigh, fondé par des membres du diocèse épiscopal de Caroline du Nord afin de former les enseignants nécessaires à l'éducation des anciens esclaves et de leurs familles. C'est le révérend J. Brinton qui lui attribue sa bourse, pour l'aider à payer ses dépenses. Selon Mark S. Giles, un biographe d'Anna Cooper, « les niveaux d'éducations offerts à St. Augustine's allaient du primaire au secondaire, y compris les échanges de compétences de formation. ».
Pendant les quatorze ans passés à St. Augustine's, elle se distingue comme une étudiante brillante et ambitieuse, que ce soit dans le domaine des arts libéraux ou dans des disciplines analytiques telles que les mathématiques et la science. Ses cours de langue incluent le latin, le français et le grec ; elle étudie aussi la littérature anglaise, les mathématiques et les sciences. Bien que l'école ait un cursus spécial réservé aux femmes surnommé le « Ladies' Course » et que l'administration décourage fortement les femmes de poursuivre dans les cours de niveau supérieur, Anna Cooper se bat pour avoir le droit de suivre ceux réservés aux hommes, en démontrant sa capacité scolaire. Elle brille tellement dans ses études universitaires qu'elle est en mesure de servir de tuteur aux élèves plus jeunes, ce qui l'aide à payer ses dépenses scolaires. Pendant cette période, St. Augustine's met l'accent sur la formation des jeunes hommes pour le ministère chrétien, et les prépare à une formation supplémentaire de quatre ans en université. Un de ces hommes, George A. C. Cooper, va devenir son mari pendant deux ans, jusqu'à sa mort.

## Carrière
À la fin de ses études, elle reste à l'institution en tant qu'enseignante. Elle enseigne, en 1883-1884, l'antiquité, l'histoire moderne, l'anglais et la musique vocale et instrumentale. Elle n'est pas inscrite en tant qu'enseignante en 1884-1885, mais le devient en 1885-1886, comme « enseignante en histoire, en éloquence, etc ». La mort précoce de son mari lui permet finalement de continuer à enseigner ; si elle était restée mariée, on aurait pu lui enjoindre à se retirer pour devenir une femme au foyer.
Après la mort de son mari, elle entre à l'Oberlin College en Ohio, où elle continue de suivre les cours réservés aux hommes. Ses camarades sont Ida Gibbs (en) et Mary Church Terrell. Après avoir brièvement enseigné à l'université de Wilberforce, elle retourne à St. Augustine en 1885. Elle retourne ensuite à Oberlin où elle obtient une maîtrise en mathématiques en 1887. Anna Cooper contribue aux connaissances dans le domaine des sciences sociales, particulièrement en sociologie. Elle est parfois surnommée « la mère du black feminism ».

### Années Washington DC
Elle quitte Oberlin pour s'installer à Washington DC en 1892. Anna Cooper forme avec Helen Appo Cook, Ida B. Wells, Charlotte Forten Grimké, Mary Jane Peterson, Mary Church Terrell et Evelyn Shaw la Colored Women's League. Les objectifs de ce club sont de promouvoir l'unité, le progrès social et les intérêts de la communauté afro-américaine. Helen Cook en est élue présidente. Anna Cooper se lie d'amitié avec Charlotte Forten Grimké et commence à enseigner le latin à la M Street High School (en), dont elle devient la directrice en 1901. 
Elle est ensuite mêlée à une controverse concernant les différentes attitudes à l'égard de l'éducation des Noirs, car elle défend un modèle d'éducation classique défendu par W. E. B. Du Bois, « conçu pour préparer les élèves admissibles à l'enseignement supérieur et au leadership », plutôt que le programme qui vise à l'indépendance économique des noirs, promu par Booker T. Washington,. Plus tard, elle est rappelée à M Street et elle poursuit en parallèle la rédaction de sa thèse de doctorat.

### «Une voix du Sud»
Durant ses années comme enseignante et directrice à la M Street High School, Anna Cooper termine son premier livre : A Voice from the South: By A Woman from the South, publié en 1892. Elle prononce des discours soutenant les droits civiques et les droits des femmes. Cet ouvrage est considéré comme l'une des premières manifestations du Black feminism des années 1960. Le livre met en avant le droit à l'autodétermination et à l'élévation sociale pour les femmes afro-américaines à travers l'éducation. Sa thèse centrale est que l'éducation et le progrès moral et spirituel des femmes noires permettra d'améliorer la réputation générale de toute la communauté afro-américaine. Elle montre que la nature violente des hommes les empêche souvent d'atteindre les objectifs de l'enseignement supérieur ; il est donc important d'encourager les femmes à accéder aux études. Cette position est critiquée par certains comme une vision soumise au culte de la domesticité (en) en vigueur aux États-Unis au XIXe siècle, mais d'autres y voient l'un des fondements du féminisme noir au XIXe siècle. Anna Cooper énonce qu'il est du devoir des femmes noires instruites de soutenir leurs camarades défavorisées pour atteindre leurs objectifs. Cet essai aborde aussi d'autres sujets, allant du racisme et des réalités socio-économiques des familles noires à l'administration de l'Église épiscopale.
L'ouvrage reçoit les éloges de leaders de la communauté noire,.

### Les années suivantes
Anna Cooper est non seulement une auteure et une enseignante, mais elle est aussi une oratrice. Certains de ses discours sont prononcés au Congrès mondial des organisations représentatives des femmes en 1893 à Chicago (dans lequel elle est l'une des trois femmes noires invitées à parler). En 1900, pour la  First Pan-African Conference (en) de Londres elle écrit The Negro Problem in America. Elle contribue aussi à la National Conference of Colored Women la même année,. En 1914, à l'âge de 56 ans, elle commence des cours pour obtenir son diplôme de doctorat à l'université Columbia, mais elle est contrainte d'interrompre ses études en 1915 quand elle adopte les cinq enfants de son demi-frère après la mort de leur mère. Plus tard, elle est en mesure de transférer ses acquis à la Sorbonne, qui n'accepte toutefois pas sa thèse de l'université Columbia, un travail sur Le Pèlerinage de Charlemagne. En une décennie, elle réussit cependant à finir ses recherches et à écrire sa thèse, terminant son cursus en 1924. Elle soutient à La Sorbonne sa thèse de doctorat ès lettres L'attitude de la France sur la question de l'esclavage entre 1789 et 1848 en 1925. À l'âge de soixante-sept ans, Anna Cooper devient ainsi la quatrième femme noire dans l'histoire américaine à obtenir un doctorat.
Bien que la revue des anciens de son post-doctorat à l'Oberlin College publie son éloge en 1924 en disant : « La promotion 84 est honorée par les réalisations de cette ancienne étudiante universitaire de couleur », quand elle essaye de présenter son travail sur Le Pèlerinage de Charlemagne l'année suivante, elle n'est pas acceptée.
Le 27 février 1964, Anna Cooper meurt à Washington, à l'âge de 105 ans. Son hommage a lieu dans une chapelle sur le campus du St. Augustine's College, où a commencé sa carrière universitaire.
Elle repose aux côtés de son mari au cimetière de Raleigh en Caroline du Nord.

### Frelinghuysen University
En 1929, Anna Cooper est élue pour succéder à Jesse Lawson en tant que présidente de l'université Frelinghuysen. Sous sa direction, dans les années 1930, l'université Frelinghuysen se concentre sur l'alphabétisation des travailleurs pauvres afro-américains et sur la fourniture d'un enseignement des arts libéraux et d'une formation professionnelle aux travailleurs non qualifiés. Dans son ouvrage « In Service for the Common Good » :Anna Julia Cooper and Adult Education Karen A. Johnson écrit que Cooper pratique une « pédagogie décolonisatrice », précisant en outre « Cooper pensait que l'objectif essentiel d'une approche décolonisatrice du contenu de l'éducation des adultes était d'aider ses étudiants à développer leurs capacités à remettre en question la pensée dominante ... L'objectif ultime de Cooper pour ses adultes en formation était de les préparer à l'éveil intellectuel et de les équiper pour lutter pour une meilleure société au sens large. ».
Lorsque l'université s'aperçoit que le remboursement de son prêt hypothécaire est prohibitif, elle installe l'institution dans sa propre maison. Anna Cooper quitte son poste de présidente en 1940, mais elle continue à s'impliquer dans l'université en occupant le poste des inscriptions.

## Héritage
Les pages 24 et 25 de chaque passeport américain délivré en 2016 contiennent la citation suivante : « La cause de la liberté n'est pas la cause d'une race ou d'une secte, d'un parti ou d'une classe - elle est la cause de l'humanité, le droit fondamental de l'humanité même » - Anna Julia Cooper.
En 2009, le United States Postal Service publie un timbre commémoratif en l'honneur de Cooper.
Anna Cooper est célébrée le 28 février avec Elizabeth Evelyn Wright (en) sur le calendrier de l'Église épiscopale des États-Unis.
Le Centre Anna Julia Cooper sur le genre, la race et la politique dans le Sud, de l'université de Wake Forest, est créé en 2014 en l'honneur d'Anna Cooper. Melissa Harris-Perry en est la directrice fondatrice,.

## Ouvrages
- (en) A voice from the south : by a black woman of the south, The University of North Carolina Press, 2017 (1re éd. 1892), 158 p. (ISBN 9781469633312, lire en ligne)
- Le voyage de Charlemagne a Jérusalem et à Constantinople : le Pelerinage de Charlemagne (thèse), Paris, A. Lahure, 1925 (OCLC 878384656)
- L'attitude de la France sur la question de l'esclavage entre 1789 et 1848 (thèse doctorat), Sorbonne,1925[19],[31].
- (en) The Third Step (autobiographie), Howard University (lire en ligne), sur l'obtention de son doctorat à la Sorbonne
- (en) The Early Years in Washington : Reminiscences of Life with the Grimkés dans The Voice of Anna Julia Cooper: Including A Voice from the South and Other ..., Rowman & Littlefield, 1998, 359 p. (lire en ligne). CE mémoire sur la famille Grimké a été publié dans Personal Recollections of the Grimké family and the Life and Writings of Charlotte Forten Grimké (publication privée en 1951).

## Crédit d'auteurs
- (en) Cet article est partiellement ou en totalité issu de l’article de Wikipédia en anglais intitulé « Anna J. Cooper » (voir la liste des auteurs).